# Horváth Kornél (ütőhangszeres)
Horváth Kornél (Lövő, 1954. szeptember 27. –) Kossuth-díjas magyar ütőhangszeres.
Horváth Kornél az egyik legkiválóbb hazai, világszerte elismert ütőhangszeres művész. Igazán a Trio Stendhallal (1987-1993) lett országosan közismert zenész, a trió tagjaként Dés Lászlóval és Snétberger Ferenccel páratlan sikert értek el.

## Pályafutása
Első jelentős nemzetközi sikerét a 98-ban a lipcsei dzsesszfesztiválon aratta a Lantos Zoltán Mirrorworld Quartettel. Azóta folyamatosan turnézik külföldön állandó és alkalmi formációkkal. 2000-től rendszeres meghívásoknak tesz eleget, ahol hazai, európai, s az egyesült államokbeli főiskolákon és egyetemeken tart bemutató előadásokat, workshopokat.
Pályafutása során szinte valamennyi neves hazai dzsesszmuzsikus társaságában színpadra lépett, és olyan nemzetközi hírességekkel koncertezett, mint Enver Izmailov, Al Di Meola, Alegre Corrêa. Számos rangos fesztiválra kapott meghívást, fellépett több mint 20 európai országban, az Egyesült Államokban, Mexikóban, Indiában és Észak-Afrikában.
Aktív résztvevője a hazai rock és pop műfajnak, napjainkig több száz lemezen működött közre.

## Magánélete
Nős, két fia van.

## Lemezek

### Kaszakő
- Édenkert (1983)

### Horváth Kornél
- Rag Handed (1992)
- Songs of Moments (2010)

### Charlie
- Charlie (1994)
- Mindenki valakié (1995)
- Csak a zene van (1996) (Élő BS 1995. december 28.)
- Just Stay Who You Are (1996)
- Annyi minden történt (1997)

### László Attila Band
- Smart Kid (1999)
- Once Upon A Time (2002)

### DVD-k
- Kornel Horvath (2006)
- tHUNder Duo (Dörnyei Gáborral) (2011)

## Díjak
- eMeRTon-díj (Magyar Rádió) – Az év hangszeres szólistája (1999)
- Arany Dobverő-díj (Magyar Ütőhangszeres Kultúráért Alapítvány) (2000)
- Artisjus-díj (2001)
- A Magyar Köztársasági Érdemrend lovagkeresztje (2004)
- Kossuth-díj (2008)
- Sopronért Emlékérem (2008)
- Prima díj (2022)